# محمد رضا رؤوف شيباني
محمد رضا رؤوف شيباني هو دبلوماسي إيراني يشغل منصب مساعد وزير الخارجية الإيراني. وقد شغل شيباني منصب سفير إيران في بيروت حتى عام 2010 وخلفه السفير الدكتور غضنفر ركن آبادي.